# Fiumalbo

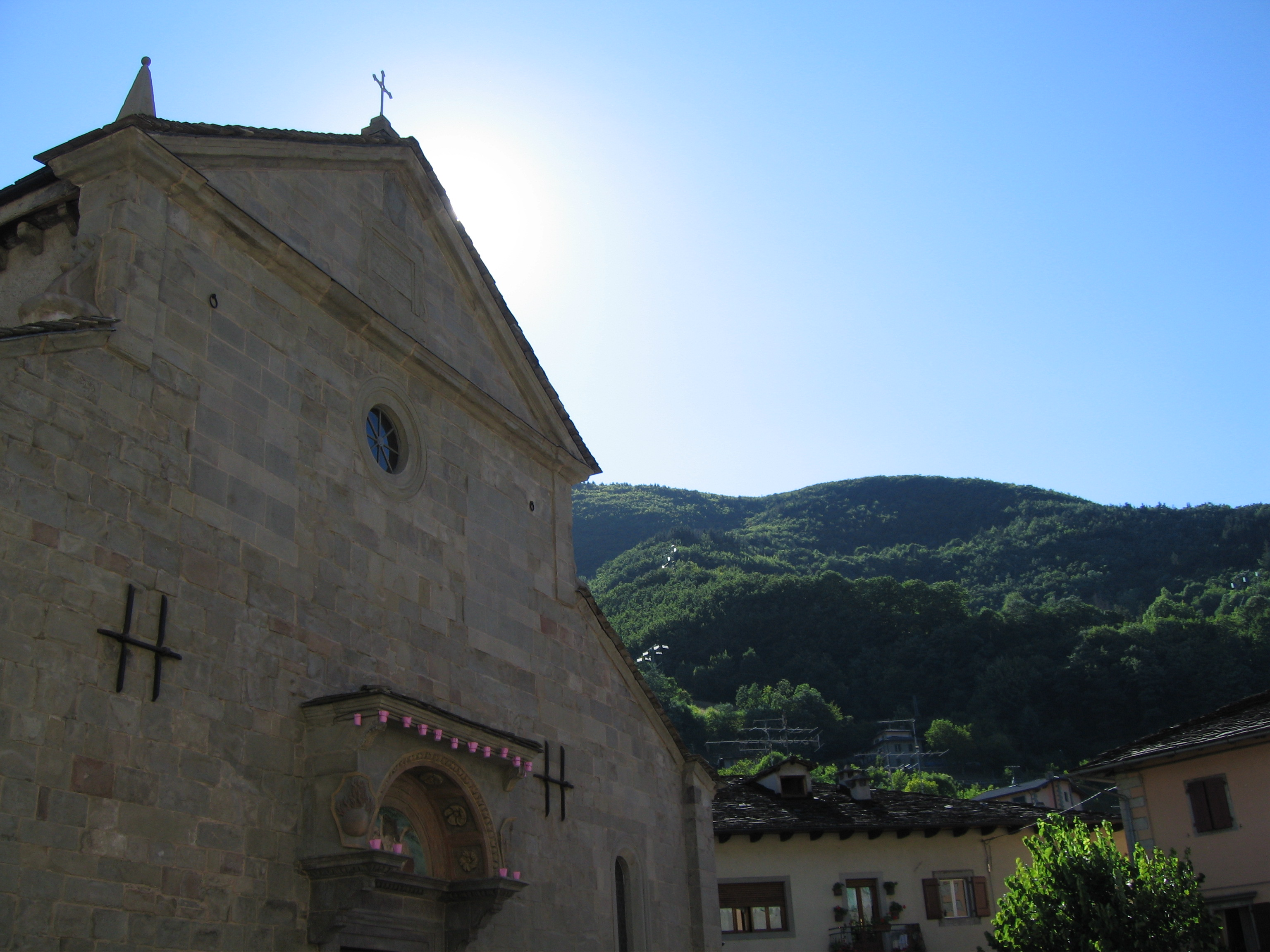
Parochialkirche von Fiumalbo

Fiumalbo ist eine italienische Gemeinde (comune) mit 1174 Einwohnern (Stand 31. Dezember 2023) in der Provinz Modena in der Emilia-Romagna und ist Mitglied der Vereinigung I borghi più belli d’Italia (Die schönsten Orte Italiens).

## Geografie
Die Gemeinde liegt etwa 60 Kilometer südlich von Modena im Parco regionale dell’Alto Appennino Modenese. Fiumalbo gehört zur Comunità Montana del Frignano grenzt unmittelbar an die Provinzen Lucca und Pistoia (Toskana).

## Verkehr
Durch die Gemeinde führt die Strada Statale 12 dell’Abetone e del Brennero von Pisa zum Brennerpass.